# 유순 (촉한)
유순(劉恂, ? ~ 311년)은 촉한 효회황제(蜀漢 孝懷皇帝) 유선(劉禪)의 육남이다.

## 행적
259년, 신흥왕(新興王)으로 봉해졌다.
263년, 촉한이 멸망하자 조위로 투항한다.
272년, 유선이 죽자 뒤를 이어 안락공(安樂公)직에 봉해졌다.
311년, 영가의 난을 일으킨 유요와 왕미에 의해 다른 형제들과 함께 피살되었다.